# Agostino Gaetano Riboldi

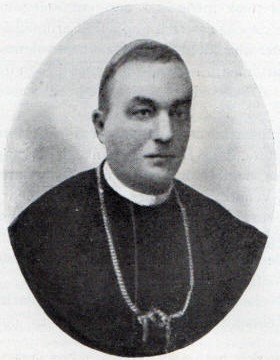
Agostino Gaetano Kardinal Riboldi

Agostino Gaetano Kardinal Riboldi (* 18. Februar 1839 in Paderno Dugnano; † 25. April 1902 in Ravenna) war ein italienischer Kardinal der Römischen Kirche.

## Leben
Über Kindheit und Werdegang des späteren Kardinals ist so gut wie gar nichts bekannt. Als gesichert gilt, dass Riboldi am 11. August 1861 in Mailand die Priesterweihe empfing. Danach wirkte Riboldi von 1861 bis 1877 als Professor für Physik, Mathematik und Naturgeschichte an den Priesterseminaren in Mailand und Monza. Gleichzeitig war er auch als Archäologe tätig und zeichnete so für die Identifikation der Grabstätten der Heiligen Ambrosius von Mailand, Gervasius und Protasius verantwortlich. Später gründete er Rivista di scienze fisiche e matematiche, ein in regelmäßigen Zeitabständen erscheinendes Wissenschaftsmagazin.
Am 12. März 1877 wurde Riboldi zum Bischof von Pavia ernannt. Die Bischofsweihe spendete ihm am 22. April 1877 Lucido Maria Parocchi, der Erzbischof von Bologna, Mitkonsekratoren waren Paolo Angelo Ballerini, Lateinischer Patriarch von Alexandria, und Francesco Sabbia, Bischof von Crema. Am 15. April 1901 erfolgte seine Versetzung als Erzbischof in das Erzbistum Ravenna.
Nachdem Riboldi am 20. November 1885 zum Berater von Papst Leo XIII. aufgestiegen war, wurde er am selben Tag, als er zum Erzbischof von Ravenna proklamiert wurde, am 15. April 1901, von diesem ins Kardinalskollegium aufgenommen. Drei Tage später, am 18. April 1901, wurden ihm das Birett und der Kardinalsring überreicht und ihm die Titelkirche Santi Nereo e Achilleo verliehen.
Kardinal Riboldi starb drei Tage nach seinem 25-jährigen Jubiläum als Bischof, am 25. April 1902, im Alter von 63 Jahren. Seine letzte Ruhestätte fand er auf dem Friedhof von Pavia. Sein Leichnam wurde am 27. April 1926 in den Dom von Pavia übertragen und dort erneut beigesetzt.